# Aphodius
Aphodius is een geslacht van kevers uit de familie van de bladsprietkevers (Scarabaeidae). De wetenschappelijke naam kreeg het geslacht in 1798 van Johann Karl Wilhelm Illiger.
Diverse auteurs behandelen de ondergeslachten van Aphodius als zelfstandige geslachten, een opvatting die ook in Fauna Europaea wordt gevolgd. Op deze pagina wordt echter de opvatting van het Nederlands Soortenregister gevolgd, dat de groep als een geslacht Aphodius sensu lato opvat.

## Soorten
- Aphodius arenarius (Olivier, 1789)
- Aphodius ater (De Geer, 1774)
- Aphodius bimaculatus (Laxman, 1778)
- Aphodius borealis Gyllenhal, 1827
- Aphodius brevis Erichson, 1848
- Aphodius coenosus (Panzer, 1798)
- Aphodius conspurcatus (Linnaeus, 1758)
- Aphodius consputus Creutzer, 1799
- Aphodius contaminatus (Herbst, 1783)
- Aphodius corvinus Erichson, 1848
- Aphodius depressus (Kugelann, 1792)
- Aphodius distinctus (Müller, 1776)
- Aphodius equestris (Panzer, 1798)
- Aphodius erraticus (Linnaeus, 1758)
- Aphodius fasciatus (Olivier, 1789)
- Aphodius fimetarius (Linnaeus, 1758) – Roodschildveldmestkever
- Aphodius foetens (Fabricius, 1787)
- Aphodius foetidus (Herbst, 1783)
- Aphodius fossor (Linnaeus, 1758) – Zwarte veldmestkever
- Aphodius frater Mulsant & Rey, 1872
- Aphodius gissaricus Akhmetova & Frolov, 2012
- Aphodius granarius (Linnaeus, 1767)
- Aphodius haemorrhoidalis (Linnaeus, 1758)
- Aphodius ictericus (Laicharting, 1781)
- Aphodius lapponum Gyllenhal, 1806
- Aphodius lividus (Olivier, 1789)
- Aphodius lugens Creutzer, 1799
- Aphodius luridus (Fabricius, 1775) – Geelbruine veldmestkever
- Aphodius maculatus Sturm, 1800
- Aphodius melanostictus Schmidt, 1840
- Aphodius merdarius (Fabricius, 1775)
- Aphodius nemoralis Erichson, 1848
- Aphodius niger (Panzer, 1797)
- Aphodius obliteratus Panzer, 1823
- Aphodius obscurus (Fabricius, 1792)
- Aphodius paracoenosus Balthasar & Hrubant, 1960
- Aphodius paykulli Bedel, 1908
- Aphodius piceus Gyllenhal, 1808
- Aphodius pictus Sturm, 1805
- Aphodius plagiatus (Linnaeus, 1767)
- Aphodius porcus (Fabricius, 1792)
- Aphodius prodromus (Brahm, 1790) – Zwervende mestkever
- Aphodius proximus (Ádám, 1994)
- Aphodius pubescens Sturm, 1800
- Aphodius punctatosulcatus Sturm, 1805
- Aphodius punctipennis Erichson, 1848
- Aphodius pusillus (Herbst, 1789)
- Aphodius putridus (Geoffroy, 1785)
- Aphodius quadriguttatus (Herbst, 1783)
- Aphodius quadrimaculatus (Linnaeus, 1761) – Roodgevlekte veldmestkever
- Aphodius reyi Reitter, 1892
- Aphodius rufipes (Linnaeus, 1758)
- Aphodius rufus (Moll, 1782)
- Aphodius reyi Reitter, 1892
- Aphodius scrofa (Fabricius, 1787)
- Aphodius serotinus (Panzer, 1799)
- Aphodius sordidus (Fabricius, 1775)
- Aphodius sphacelatus (Panzer, 1798)
- Aphodius sticticus (Panzer, 1798)
- Aphodius subterraneus (Linnaeus, 1758)
- Aphodius tomentosus (Müller, 1776)
- Aphodius uliginosus (Hardy, 1847)
- Aphodius varians Duftschmid, 1805
- Aphodius zenkeri Germar, 1813